# 대한게이트볼협회
대한게이트볼협회(大韓게이트볼協會, Korea Gateball Federation, KGF)는 대한민국의 게이트볼 종목 행정을 총괄하는 스포츠 행정 기구이다. 1991년 4월 2일에 '전국게이트볼연합회'라는 이름으로 설립되었다. 2016년 3월 14일에 창립총회를 열고 '대한게이트볼협회'로 명칭을 변경했다.

## 참고 문헌
- 《2015 체육백서》. 대한민국 문화체육관광부. 2018.
- “대한체육회 회원종목단체 경영공시”. 대한체육회.

## 같이 보기
- 대한장애인게이트볼연맹